# Exacum socotranum
Exacum socotranum är en gentianaväxtart som beskrevs av Friedrich Vierhapper. Exacum socotranum ingår i släktet Exacum och familjen gentianaväxter. Inga underarter finns listade i Catalogue of Life.